# Gioco al massacro
Gioco al massacro è un film del 1989, diretto da Damiano Damiani.